# Sheepwash (Northumberland)
Pour les articles homonymes, voir Sheepwash.
Sheepwash est une ancienne paroisse civile et un village du Northumberland, en Angleterre.